# Bruder 2
Bruder 2 ist ein im Jahr 2000 erschienener russischer Gangsterfilm von Alexei Balabanow und die Fortsetzung des im Jahr 1997 erschienenen Films Bruder.

## Produktion
Für die Filmproduktion standen geschätzt 1,5 Millionen US-Dollar zur Verfügung. Als Distributor fungierte die CTB Film Company.

## Soundtrack
Der Soundtrack des Films besteht aus populären Songs zeitgenössischer russischer und ukrainischer Rockmusiker.
1. "Бай-Бай" (Bye-Bye) – Irina Saltykowa
2. "Полковник" (Colonel) – Bi-2
3. "Счастье" (Happiness) – Bi-2
4. "Солнечный круг" (Sun Ring) – Irina Saltykova
5. "Варвара" (Varvara) – Bi-2
6. "Огоньки" (Twinkles) – Irina Saltykowa
7. "Искала" (I Was Searching) – Zemfira
8. "Ту Лу Ла" (Tu La La) – Chicherina
9. "Гибралтар" (Gibraltar) – Vyacheslav Butusov
10. "Дорога" (The Road) – AuktsYon
11. "Кавачай" (Kavachay) – Okean Elzy
12. "Вечно молодой" (Forever Young) – Smyslovyie gallyutsinatsii
13. "Коли тебе нема" (When You Are Out) – Okean Elzy
14. "Розовые очки" (Pink Glasses) – Smyslovye gallyutsinatsii
15. "Линия жизни" (Life Line) – Splin
16. "Секрет" (The Secret) – Agata Kristi
17. "Никогда" (Never) – Vadim Samoylov
18. "Город" (The City) – Tantsy minus
19. "Катманду" (Kathmandu) – Krematorium
20. "Иду" (I Am Going) – Tantsy minus
21. "Земля" (Earth) – Masha und die Bären
22. "Lafayette" – Sleeping for Sunrise
23. "Погляд" (The Sight) – La-Mansh
24. "Прощальное письмо" (Farewell Letter) – Nautilus Pompilius
25. "Стюардесса Жанна" (Jeanne The Stewardess) – The Metropol Restaurant Orchestra

## Bewertung
Auf Rotten Tomatoes bewerteten von mehr als 500 Nutzern 78 % den Film positiv.